# Oder-Havelkanalen

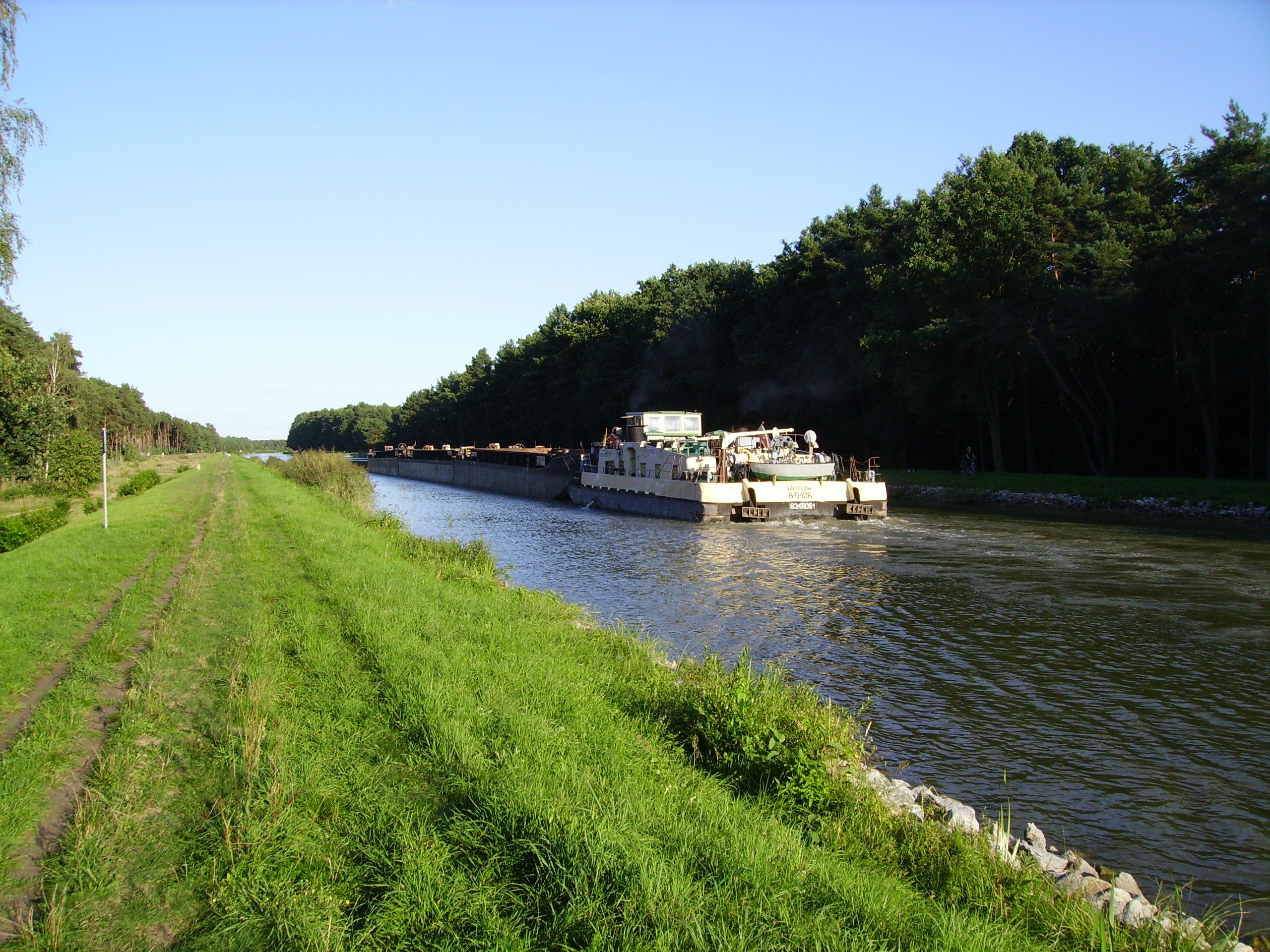
Oder-Havelkanalen vid Eberswalde

Oder-Havelkanalen är en kanal i delstaten Brandenburg i Tyskland som byggdes mellan 1908 and 1914, ursprungligen känd som Hohenzollernkanalen. Tillsammans med Hohensaaten-Friedrichsthaler, Oderhaltung och Schwedter Querfahrt utgör den en del av vattenvägen Havel-Oder-Wasserstraße, som går från gränsstaden Cedynia vid Oder (nära Szczecin) till staden Oranienburg vid floden Havel, som är en biflod till Elbe. Kanalen är cirka 54 kilometer lång och fartyg på upp till 700 ton kan använda kanalen.

## Sträckning
Kanalen som är 54 kilometer börjar vid stadsdelen Lehnitz i staden Oranienburg norr om Berlin, löper genom sjön Lehnitzsee, följer i huvudsak den tidigare Malzerkanalen och ersätter sedan den äldre Finowkanalen, med sina många slussar. Från Lehnitz till Niederfinow bildar kanalen änden på vattenvägen Havel-Oder. Av kanalens drygt 47 kilometer långa högre del är drygt 25 kilometer uppvallad, där vattenytan överstiger det omgivande landskapet. För att begränsa skador vid eventuella läckage på kanalen har fällbara dammluckor byggts vid Lichterfelde och Eberswalde. Vid Eberswalde byggdes 1910 en kanalbro över järnvägen från Berlin till Szczecin, som dock revs 2007 i samband med ett tunnelbygge. Längs sträckan finns också den 28 meter höga Ragösen Damm (länge världens högsta kanaldamm) som begränsar vattenflödet. Ett mer välkänt bygge är lyftverket vid Niederfinow som hissar upp båtarna 36 meter till kanalens övre sträcka.

## Lyftverket

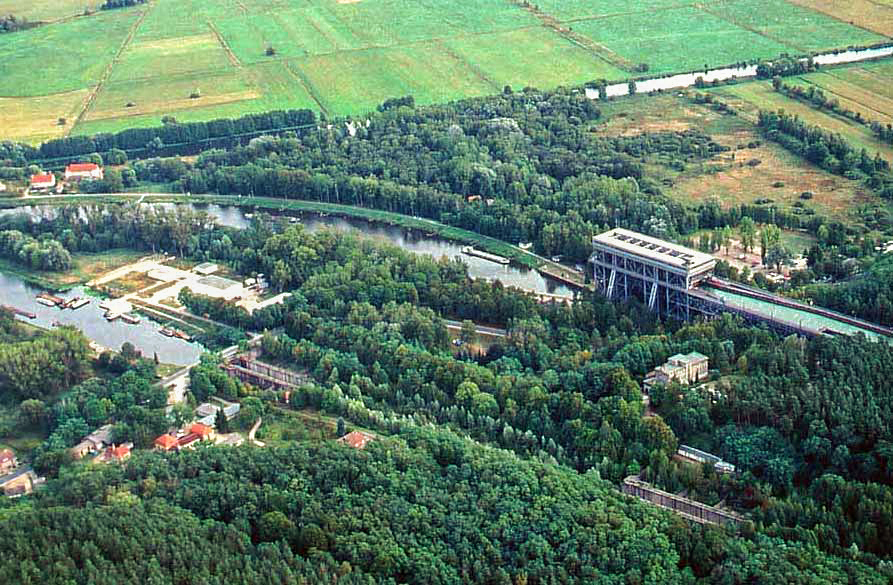
Lyftverket Niederfinow, klart 1934

Båtlyften Niederfinow stod klart 1934, efter ett sjuårigt bygge. Det hade då kostat 27,5 miljoner D-mark att bygga och blev sedan världens största lyftverk under 40 år. Lyfthöjd är 36 meter och de tråg som båtarna lyfts i är 12 meter breda, 85 meter långa och 2,5 meter djupa. Trågen väger 4 300 ton varav 2 500 ton är det vatten de innehåller. Inklusive transport in och ur lyftverket tar ett lyft cirka 20 minuter, varav själva lyftet tar cirka fem minuter. Lyftverket ersatte en tidigare slusstrappa med fyra kammare, som det normalt tog en och en halv timma att slussas igenom. Lyftverket är numera ett tekniskt byggnadsminne och det besökts årligen av cirka 500 000 besökare.